# منتخب كولومبيا لكرة اليد للسيدات
منتخب كولومبيا لكرة اليد للسيدات هو الممثل الرسمي لكولومبيا في رياضة كرة اليد. شارك في بطولة بان أميركان لكرة اليد للسيدات مرتين وكانت المشاركة الأولى في سنة 1999، كان أفضل مركز له فيها هو السادس.